# Мизиано, Виктор Александрович
Ви́ктор Алекса́ндрович Мизиа́но (род. 31 декабря 1957, Москва, СССР) — российский теоретик и куратор современного искусства. Основатель (1993) и главный редактор (1993 — настоящее время) «Художественного журнала». Главный куратор выставочных проектов на Венецианской биеннале — российского павильона в 1995 и 2003 годах, первого павильона Центральной Азии в 2005 году. Сооснователь (2003, с Igor Zabel) и главный редактор (2003—2011) международного издания о теории и практике кураторства Manifesta Journal.
Сын известного советского историка-итальяниста Каролины Франческовны Мизиано.
Внук известного итальянского политического деятеля Франческо Мизиано.

## Биография
Виктор Мизиано родился 31 декабря 1957 в Москве. В 1980 году окончил МГУ, исторический факультет (отделение истории и теории искусства). В 1989 году защитил степень кандидата искусствоведения.
Победитель премии «Инновация» в номинации «Кураторский проект» в 2006 году за выставку «Искусство Центральной Азии. Актуальный Архив (Узбекистан, Казахстан и Кыргызстан)»; в 2011 году в той же номинации за выставку «Невозможное сообщество»; в 2016 году за выставку «Избирательное сродство». Также в 2016 году стал победителем премии Кандинского в номинации «Научная работа. История и теория современного искусства» и Igor Zabel Award for Culture and Theory.

## Институциональная деятельность

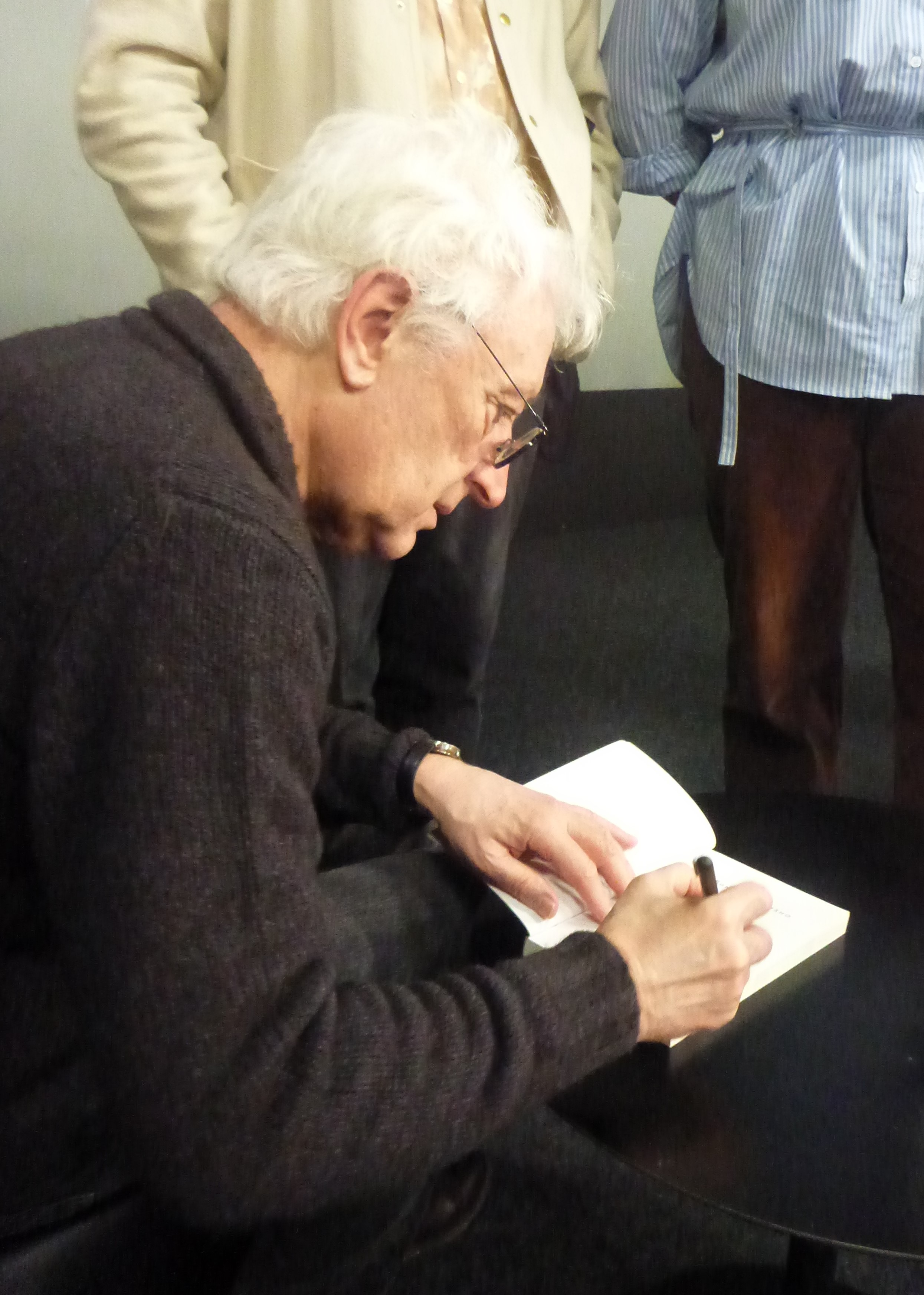
Виктор Мизиано подписывает книгу в Ельцин-центре, март 2025 года.

- 1980—1990 научный сотрудник, заведующий отделом современного западного искусства ГМИИ им. А.С. Пушкина
- 1988—1991 корреспондент международного художественного журнала «Contemporanea», Турин — Нью-Йорк
- с 1990 член редколлегии журнала «Flash Art», Милан, Италия
- 1990 лекции в School of Visual Arts, Нью-Йорк, США
- 1991 лекции в École Nationale Supérieure des Beaux-Arts, Париж, Франция
- 1992—1997 куратор Центра современного искусства на Якиманке, Москва
- 1993 лекции в L’École du Magazine, Centre d’Art Contemporain, Гренобль, Франция
- с 1993 главный редактор «Художественного журнала»
- 1993—1995 организатор учебно-творческих программ в Центре современного искусства на Якиманке — Мастерская кураторов, Мастерская визуальной антропологии, Лаборатория новых технологий (совместно с ЦСИ Сороса, Москва)
- 1993—1994 член Совета Центра современного искусства Сороса, Москва
- 1994—1995 комиссар (ответственный куратор) Российского павильона на Венецианской Биеннале, Венеция, Италия
- 1995 лекции для Advanced Course in Visual Arts, Fondazione Antonio Ratti, Комо, Италия
- 1997 учебный курс в Center for Curatorial Studies and Art in Contemporary Culture, Bard College, США
- 1997 лекции и семинары в Royal College for Fine Arts, London, Великобритания
- 1997—1998 учебный курс «Введение в систему современного искусства» РГГУ, Москва

## Избранные кураторские проекты

Одна из выставок Виктора Мизиано — «Избирательное сродство», 2016 г.

- 1989 «Mosca: La Terza Roma. Opere di sette artisti contemporanei Sovietici». Sala Uno, Рим, Италия
- 1991—1993 «APTART INT». Интернациональные художники на московских квартирных выставках[6] (Franz West, Heimo Zobernig, IRWIN / Neue Slowenische Kunst, NSK, Haralampi Oroschakoff, Eduard Winklhofer, Jack Sal, Rainer Ganahl, «Leona group» и другие), Москва
- 1991 «Эстетические опыты»[7]. Усадьба «Кусково», Москва
- 1992 «La ricerca scientifica». Molteplici Culture. Itinerari dell’arte contemporanea in un mondo che cambia. Museo del Folclore, Рим, Италия
- 1992 «Cultural Differences: Production of a chef-d’oeuvre». III Istambul International Biennial, Российский павильон, Стамбул, Турция
- 1995 «…Reason is Something The World Must Obtain Wether It Wants to or not… (Eugeny Asse, Dmitri Gutov, Vadim Fishkin)». La Biennale di Venezia, Российский павильон, Венеция, Италия
- 1996 «Manifesta I»[8] (сокуратор). Pan-European Art Manifestation, Роттердам, Нидерланды
- 1996 «INTERPOL»[8] (в сотрудничестве с Ian Äman). Fargfabriken, Стокгольм, Швеция
- 2000 «L’autre moitie de l’Europe»[9]. Galerie National du Jeu de Paume, Париж, Франция
- 2001 «Russian madness» (в сотрудничестве с Robert Wilson). Valencia Biennial, Валенсия, Испания
- 2002 «Iconografias metropolitanas» (куратор раздела «Москва»). 25 Sao Paulo Biennial, Сан-Паулу, Бразилия
- 2003 «The return of the artist (Sergey Bratkov, V. Dubossarsky&A. Vinogradov, Valery Koshliakov, Constantin Zvezdochetov)». La Biennale di Venezia, Российский павильон, Венеция, Италия
- 2003—2004 MOSCOW — BERLIN. 1950—2000 (член кураторской группы). Martin-Gropius-Bau, Берлин, Германия — Исторический музей, Москва
- 2004 «Cinema (Sergey Shekhovtsov)». 26 Sao Paulo Biennial, представление России, Сан-Паулу, Бразилия
- 2004—2005 "7 sins. LJUBLJANA — MOSCOW (в сотрудничестве с Zdenka Badovinac и Igor Zabel). Moderna galerija / Museum of Modern Art, Любляна, Словения
- 2005—2006 «Art from Central Asia. A contemporary archive». La Biennale di Venezia, Павильон Центральной Азии, Венеция, Италия
- 2007 «Progressive nostalgia. Contemporary Art from the Former USSR»[10]. Centro d’arte contemporanea Luigi Pecci. Прато, Италия
- 2011 «Невозможное сообщество / Impossible community»[11]. Московский музей современного искусства, Москва
- 2015 «Ornamentalism. Latvian Contemporary Art». La Biennale di Venezia, параллельная программа, Арсенал, Венеция
- 2015—2020 Выставочный проект «Удел человеческий»[12], Москва («Избирательное сродство», Государственный центр современного искусства / «Не думаешь ли ты, что настало время любви?», Московский музей современного искусства / «Дом с привидениями», Фонд культуры «Екатерина» / «Места: одно за другим», Еврейский музей и Центр толерантности / «Биография: модель для сборки», Московский музей современного искусства)

## Книги
- В. Мизиано. «Другой» и разные. — М.: Новое литературное обозрение, 2004. — 304 с. — ISBN 5-86793-327-X
- В. Мизиано. Прогрессивная ностальгия. Современное искусство стран бывшего СССР / Progressive Nostalgia. Contemporary Art of the Former USSR. — М.: WAM, 2008. — № 33/34. — 335 c. — ISBN 1-72630-503-6
- В. Мизиано. Владимир Архипов. — М.: Ад Маргинем Пресс, 2014. — 76 с. — ISBN 978-5-91103-201-2
- В. Мизиано. Пять лекций о кураторстве. — М.: Ад Маргинем Пресс, 2014. — 256 с. — ISBN 978-5-91103-167-1